# Michel Faber
Michel Faber (Hága, 1960. április 13. –) holland származású, angol nyelven alkotó író, többek között a 2002-es The Crimson Petal and the White (A bíbor szirom és a fehér) és a Under the Skin (2000) című regénye, amelyet Jonathan Glazer adaptált filmre, Scarlett Johansson főszereplésével. Fiatal felnőtteknek szóló regénye, a D: A Tale of Two Worlds 2020-ban jelent meg. Könyve, a Listen: On Music, Sound and Us című, zenéről szóló non-fiction műve 2023 októberében jelent meg.

## Élete
Faber Hollandiában, Hágában született. Szüleivel 1967-ben vándoroltak ki Ausztráliába. Általános és középiskolába Melbourne Boronia és Bayswater nevű külvárosában járt, majd a Melbourne-i Egyetemen tanult holland nyelvet, filozófiát, retorikát, angol nyelvet (angolszász és középangol szövegek fordítását és kritikáját tartalmazó kurzus) és angol irodalmat. Diplomáját 1980-ban szerezte meg. Takarítóként és számos egyéb alkalmi munkában dolgozott, mielőtt ápolónak tanult a Sydney-i Marrickville és Western Suburbs kórházakban. Az 1990-es évek közepéig volt ápoló. 1993-ban második feleségével és családjával Skóciába emigrált. Faber második felesége, Eva 2014 júliusában rákban halt meg, és 2016-ban megjelentette az Undying című versesgyűjteményt erről az eseményről. 2023-ban jelent meg Faber életrajza Rodge Glasstól, Michel Faber: The Writer and his Work (Liverpool University Press).

### Nemzetiség
Skóciában Fabert skót írónak, vagy legalábbis „formálisan skótnak” tartják (ez a kifejezés a Macallan Novellaversenyen való részvételre való jogosultságot határozza meg, amelyet Faber 1996-ban megnyert). Faber legtöbb irodalmi díját, mint például a Neil Gunn-díjat, a Macallan-díjat és a Saltire "Az év első könyve" díjat, Skóciában nyerte el, Skóciában élt, és műveit egy skót kiadó adja ki. Ausztráliában Fabert ausztrálnak tekintik, mert hosszú ideig ott élt, szinte minden iskoláját ott végezte, és mert néhány novellája Ausztráliában játszódik.

## Munkái

### Fikció
Faber tizennégy éves korától komolyan írt, de kéziratait nem adta be publikálásra. A debütáló gyűjteményében megjelent novellák közül sok, valamint The Crimson Petal and the White korábbi vázlatai az 1980-as években készültek el, és elraktározták. Egy másik, ebben az időszakban elkészült regény, az A Photograph of Jesus pedig kiadatlan maradt. Az 1990-es években Faber felesége, Éva biztatására novellaversenyeken indult – és nyert –. Ez oda vezetett, hogy megkereste az edinburgh-i székhelyű Canongate Books kiadó, akik azóta is megjelentették az Egyesült Királyságban.
Első kiadott könyve a Some Rain Must Fall című novellagyűjtemény volt, amelyet 1998-ban adtak ki. Ezek közül a történetek címadó darabja 1996-ban elnyerte az Ian St James-díjat, a "Fish" 1996-ban elnyerte a Macallan-díjat, és a "Half a Million Pounds and a Miracle" 1997-ben elnyerte a Neil Gunn-díjat.
Faber elsőként megjelent regénye az Under the Skin (2000) volt, amelyet a Skót-felföld ihlette, és ott is írta. Munkáinak nagy részéhez hasonlóan ez is dacol az egyszerű kategorizálással, ötvözi a sci-fi, a horror és a thriller műfajok elemeit, kellő mélységgel és árnyaltsággal kezelve ahhoz, hogy szinte egyöntetű dicséretet kapjon az irodalomkritikusoktól. Számos nyelvre lefordították (2004-re 17), és ezzel biztosította hírnevét Európában, valamint bekerült a Whitbread First Novel Award-díjra.
Második megjelent regénye a The Hundred and Ninety-Nine Steps (2001) volt, amely Whitbyben játszódik. Az eredeti keménykötésű kiadás digitálisan manipulált színes fényképeket tartalmazott; ezek hiányoztak a későbbi újrakiadásokból. A The Hundred and Ninety-Nine Steps hangszínében és témájában gyökeresen különbözik az Under The Skin-től, vegyes kritikákat kapott.
Harmadik megjelent regénye a The Courage Consort (2002) volt, amely egy a cappella vokálcsoportról szól, akik egy avantgárd zenét próbálnak.
2002-ben jelent meg Faber 850 oldalas The Crimson Petal and the White című műve. Az 1870-es évek Londonjában játszódik, és főként egy 19 éves, Sugar nevű prostituáltról szól. Egyes kritikusok posztmodernnek minősítették, míg mások azt az állítást visszhangozták (egy korai áttekintésben hangzott el), miszerint ez volt "az a regény, amelyet Dickens írhatott volna, ha szabadon szólhatott volna."[3] Húsz évi írás megmutatta Faber csodálatát Dickens prózája és George Eliot narratív architektúrája iránt, de témái a feminizmus, a szexuális patológia poszt-freudi tudatossága és a poszt-marxi osztályelemzés, valamint a viktoriánus pornográf szövegekhez való korlátlan hozzáférés, amelyeket a 20. század végéig elnyomtak. A The Crimson Petal and the White bestseller volt az Egyesült Államokban, Olaszországban, Franciaországban, Hollandiában és Belgiumban, és steady seller a legtöbb más országban.
Faber második novellagyűjteménye, a The Fahrenheit Twins 2005-ben jelent meg. Nyitótörténete, a "The Safehouse" 2005-ben második helyezést ért el az induló National Short Story Prize-ban (azóta átnevezték BBC National Short Story Award-ra).
A The Crimson Petal and the White messze a legnépszerűbb műve, de Faber úgy döntött, hogy soha nem ír folytatást bestseller viktoriánus regényéhez. Mindazonáltal számos novellát írt, amelyekben a A bíbor szirom és a fehér szereplői szerepelnek, olyan forgatókönyvekben, amelyek a regény eseményei előtti vagy utáni dátumra vonatkoztak. Noha nem volt folytatás (a regény vitatott befejezése végleges maradt, Sugar és Ágnes hősnők sorsa pedig nem derült ki), a történetek további perspektívákat kínáltak néhány szereplő múltbeli és jövőbeli életére. A történeteket először Olaszországban Faber hosszú távú olasz kiadója, az Einaudi adta ki, majd a Canongate adta ki 2006-ban The Apple címmel.
A „Bye Bye Natalia”, Faber 2004-es ukrajnai látogatását követő novellája (lásd alább az „Újságírás” című részt), végül a Granta 2006. júliusi kiadásában jelent meg, majd bekerült a The O. Henry Prize Stories 2008-as kiadásába, amely egy éves antológia, amelyet azoknak az íróknak szenteltek, akikről úgy gondolják, hogy „jelentős mértékben hozzájárultak a novella művészetéhez”.
The Fire Gospel című regénye 2008-ban jelent meg a Canongate Myth Series részeként. A Prométheusz mítosza által ihletett film egy Theo nevű arámi tudós történetét meséli el, aki ellop egy ősi „evangéliumot”, amely Jézus halálát írja le, egy lebombázott iraki múzeumból. A könyv finom szatírája a kiadóiparnak.
2009-ben a „Walking After Midnight” című novellát adományozta az Oxfam Ox-Tales projektjének, amely négy brit történetgyűjtemény 38 szerzőtől. Története a Water gyűjteményben jelent meg.
Faber hatodik regénye, a The Book of Strange New Things (Furcsa új dolgok könyve) 2014-ben jelent meg. A regény egy brit misszionárius történetét meséli el egy idegen világba kerülve. A megjelenés után Faber bejelentette, hogy visszavonul a felnőtteknek szóló regények írásától. A Waterstones Trafalgar Square-en adott interjúban Faber azt mondta: "Azt hiszem, megírtam azokat a dolgokat, amelyeket a földön írtam. Azt hiszem, elértem a határt". 2015 júniusában a The Book of Strange New Things-t a World magazin az év könyvének választotta. 2017-ben az Amazon Video kiadta egy TV-adaptáció pilotját, Oasis néven.
Gyermekregénye, a D: A Tale of Two Worlds 2020-ban jelent meg.
LISTEN: On Music, Sound and Us címmel 2023 októberében jelent meg a Canongate kiadónál egy nem fikciós, kvázi antropológiai mű a zenéről, a tribalizmusról és az emberi közösségről.

### Újságírás
2001 és 2004 között Faber a Scotland on Sunday számára írt könyveket ismertette a vasárnapi újságban. Egész 2004-ben rendszeresen írt a Sunday Herald-ba "Image Conscious" címmel, amelyben a jelentés, szándék és asszociáció rétegeit elemezte különböző fényképeken. 2003 óta kritikákat ír a The Guardiannek, főleg külföldi szépirodalmat, fordításban, novellagyűjteményeket, képregényeket és zenéről szóló könyveket választott.
2004-ben az Authors on the Frontline projekt részeként Faber Ukrajnába utazott az Orvosok Határok Nélkül szervezettel, hogy szemtanúja legyen az MSF beavatkozásának a HIV/AIDS járványba. Faber írt egy cikket a The Sunday Times számára, amely 2005 januárjában jelent meg.
2006-ban Faber „Álmok a szemetesben, nyelv le a lefolyóban” című esszéjével járult hozzá a Not One More Death-hez ("Egyetlen több halált sem"; Verso/Stop The War Coalition), amely az Egyesült Államok és az Egyesült Királyság részvételét vizsgálja az iraki háborúban.
2019-ben közreműködött az A Love Letter To Europe című antológiában, amely a közelgő Brexit idején Európa iránti vonzalmat fejezi ki.

## Adaptációk
A BBC által 2011-ben készített The Crimson Petal and the White négyrészes televíziós adaptációja Romola Garai, Chris O’Dowd, Richard E. Grant és Gillian Anderson főszereplésével.
Under the Skin című regényét adaptálták Jonathan Glazer rendezésében, Scarlett Johansson főszereplésével. A premier a Velencei Filmfesztiválon volt 2013. szeptember 3-án.
A The Book of Strange New Things című könyvét tíz 15 perces epizódként adaptálták a BBC Radio 4-hez 2014-ben, és az Oasis nevű Amazon Prime TV-sorozat pilotjaként.

## Bibliográfia

### Regények
- Under the Skin (2000)
- The Hundred and Ninety-Nine Steps (2001)
- The Courage Consort (2002)
- The Crimson Petal and the White (2002)
- The Fire Gospel (2008)
- The Book of Strange New Things (2014)
- D: A Tale of Two Worlds (2020)

### Novellák
- Some Rain Must Fall (1998)
- The Fahrenheit Twins (2005) also published (without the titular story) as Vanilla Bright Like Eminem
- Bye Bye Natalia (2006) collected in Granta 94 – On the Road Again: Where Travel Writing Went Next
- The Apple: New Crimson Petal Stories (2006)
- Walking After Midnight (2009) collected in Ox-Tales: Water

### Költészet
- Undying (2016)

### Non-fiction
- Dreams in the Dumpster, Language Down the Drain (2006) collected in Not One More Death
- LISTEN: On Music, Sound and Us (2023)

### Magyarul
- A felszín alatt (Under the Skin) – GABO, Budapest, 2003 (Tea könyvek) · ISBN 9639526002 · Fordította: Palkó Ágnes
- A bíbor szirom és a fehér (The Crimson Petal and the White) – GABO, Budapest, 2005 · ISBN 9637318607 · Fordította: Módos Magda

## Fordítás
- Ez a szócikk részben vagy egészben  a   Michel Faber című angol Wikipédia-szócikk fordításán alapul.  Az eredeti cikk szerkesztőit annak laptörténete sorolja fel. Ez a jelzés csupán a megfogalmazás eredetét és a szerzői jogokat jelzi, nem szolgál a cikkben szereplő információk forrásmegjelöléseként.